# Kaye Basford
Pour les articles homonymes, voir Basford.
Kaye Enid Basford (née le 10 août 1952) est une statisticienne et biométricienne australienne qui applique des méthodes statistiques à la génétique végétale (en). Elle est professeure à la School of Biomedical Sciences de l'Université du Queensland et directrice de l'école. Elle a été présidente de la Société statistique d'Australie de 2005 à 2007, et présidente de la Société biométrique internationale de 2010 à 2011.

## Formation
Après avoir obtenu son B.Sc. (Hon), elle a travaillé pour la Dental School, de l'Université du Queensland, à Brisbane, contribuant à de nombreux articles sur la dentisterie,,.
Basford a obtenu son doctorat en 1985 de l'École des sciences physiques de l'Université du Queensland. Sa thèse, supervisée conjointement par Geoffrey McLachlan (en) et Don Byth, intitulée Cluster Analysis via Normal Mixture Models, portait sur l'analyse de grappes via des modèles de mélange normaux.

## Carrière
Elle a été présidente de la Société statistique d'Australie de 2005 à 2007, et présidente de la Société biométrique internationale de 2010 à 2011. Avant de passer aux sciences biomédicales, elle a dirigé la School of Land, Crop and Food Sciences de l'Université du Queensland de 2001 à 2010.

## Travaux
Avec McLachlan, Basford est l'auteure d'un livre sur les modèles de mélange, Mixture Models: Inference and Applications to Clustering (Marcel Dekker, 1988).
Avec John Tukey, elle a écrit Graphical Analysis of Multiresponse Data: Illustrated with a Plant Breeding Trial (Chapman & Hall / CRC, 1999).

## Prix et distinctions
En 1998, l'Institut australien des sciences et technologies agricoles a décerné à Basford la médaille australienne des sciences agricoles. Elle a été élue en 2006 en tant que membre de l'Académie australienne des sciences et de l'ingénierie technologiques (en) (AATSE) et est vice-présidente de l'AATSE. En 2010, elle est devenue membre à vie de la Société statistique d'Australie. Elle est également membre de l'Institut des statisticiens  et membre élue de l'Institut international de statistique.
Elle est également décorée de l'Ordre d'Australie.